# Tales of a librarian
Tales of a librarian: a Tori Amos collection (Cuentos de una bibliotecaria: una colección de Tori Amos) es el octavo álbum y el primero en ser un recopilatorio de la compositora y pianista Tori Amos. Fue publicado en diferentes fechas a lo largo del 2003:
- 14 de noviembre en Países Bajos
- 17 de noviembre en Reino Unido y Sudáfrica
- 18 de noviembre en EE. UU. y Canadá
- 24 de noviembre en Alemania
- 1 de diciembre en Australia

Comprende trabajos anteriores regrabados y reacondicionados, dos caras b grabadas completamente, así como dos nuevas canciones: «Snow cherries from France» y «Angels».

## Proyecto
Es el primer recopilatorio de Tori Amos que ofrece al público y a sus fanes canciones de su diez años anteriores. Los dos discos, CD/DVD — a los que Amos describe como autobiográficos — fueron producidos por ella misma e incluyen canciones elegidas por artistas nominados varias veces a los Grammys que trabajaban Atlantic Records en cuando lo hacía ella.
Tori explicó en su momento a la revista Rollling Stone que prefería «llamarlo un best-of porque para un Greatest hits» según ella era «necesario tener diez canciones en las diez primeras posiciones de las listas de ventas. Esto es más una crónica de lo que conocemos de Tori Amos desde el 1990 hasta el 2003... Así que es desde su perspectiva de los últimos años, habiendo viajado alrededor del mundo y mirando en sus cosas personales. Y las canciones hacen eso. Tal vez sea la cosa más cercana a una autobiografía de la vida de esta mujer que haya habido jamás.»
En otras ocasión dijo que quería incluir de todo en el CD, «no solo lo que oyes en la radio» «no solo las baladas».
A pesar de ser un disco recopilatorio Tori Amos decidió agrupar las canciones por temáticas usando el sistema Dewey de clasificación desarrollado por Melvil Dewey, bibliotecario del Amherst College en Massachusetts, EE. UU., en 1876.
Su estructura se basa en un modelo jerárquico decimal que abarca desde los temas más amplios hasta los más concretos, cada una de las diez clases principales se divide a su vez en diez Divisiones y cada una de estas en diez secciones; Así, cada nivel inferior estará subordinado al nivel superior, algo que se denomina Fuerza Jerárquica. 

### La clasificación de Tori Amos
Así que Tori en el libreto del CD clasificó según este sistema las 20 canciones del CD más las cinco del DVD.
Por ejemplo, por citar la primera y la última:
- 110 Metafísica
  - 110.113 Cosmología : Tear in your hand

- 970 Historia de Norte América
  - 973.928 Políticas de la ilusión: Sweet dreams

En el libreto aparecen todas las letras de las canciones pero no en el orden en el que están en el CD sino en el que marca el sistema Delwey.

## Lista de temas

### CD
| N.º | Título                                                                          | Duración |  |
| 1.  | «Precious things» (Tori Amos)                                                   | 4:29     |  |
| 2.  | «Angels» (Tori Amos (nueva))                                                    | 4:27     |  |
| 3.  | «Silent all this years» (Tori Amos)                                             | 4:10     |  |
| 4.  | «Cornflake girl» (Tori Amos)                                                    | 5:05     |  |
| 5.  | «Mary» (Tori Amos (cara b regrabada))                                           | 4:42     |  |
| 6.  | «God» (Tori Amos)                                                               | 3:54     |  |
| 7.  | «Winter» (Tori Amos)                                                            | 5:43     |  |
| 8.  | «Spark» (Tori Amos)                                                             | 4:13     |  |
| 9.  | «Way down» (Tori Amos (extended version))                                       | 1:50     |  |
| 10. | «Professional widow» (Tori Amos (Armand's Star Trunk Funkin' Mix) (Radio Edit)) | 3:48     |  |
| 11. | «Mr. Zebra» (Tori Amos)                                                         | 1:05     |  |
| 12. | «Crucify» (Tori Amos)                                                           | 5:00     |  |
| 13. | «Me and a gun» (Tori Amos)                                                      | 3:43     |  |
| 14. | «Bliss» (Tori Amos)                                                             | 3:35     |  |
| 15. | «Playboy mommy» (Tori Amos)                                                     | 4:06     |  |
| 16. | «Bake baker» (Tori Amos)                                                        | 3:12     |  |
| 17. | «Tear in your hand» (Tori Amos)                                                 | 4:38     |  |
| 18. | «Sweet dreams» (Tori Amos (cara b regrabada))                                   | 3:39     |  |
| 19. | «Jackie's strength» (Tori Amos)                                                 |          |  |
| 20. | «Snow cherries from France» (Tori Amos (nueva))                                 |          |  |

Las diferentes canciones aparecen en los siguientes álbumes:
Little Earthquakes — «Precious things», «Tear in your hand», «Winter», «Silent all this years», «Me and a gun».
Under the Pink — «Cornflake girl», «God», «Baker baker».
Boys for Pele — «Way down», «Mr. Zebra» (en el DVD).
From the Choirgirl Hotel — «Playboy mommy», «Spark» y «Jackie's strength».
To Venus and back — «Bliss».
Professional widow (single dance remix) — «Professional widow».
Tales of a librarian: a Tori Amos collection — «Angels», «Snows cherries from France», «Mary» y «Sweet dreams».

## Sencillo promocional
| Número de canción | Canción              | Duración |
| ----------------- | -------------------- | -------- |
| 1.                | Mary (radio edit)    | 4:04     |
| 2.                | Mary (album version) | 4:40     |

### Video
«Mary» fue el único video publicado de Tales of a librarian: a Tori Amos collection. El video utiliza la canción editada para la radio de la regrabación de la canción que se puede encontrar en el sencillo promocional. El videoclip muestra imágenes de los videos que fueron lanzados como singles de los anteriores álbumes de Tori Amos. Del álbum Little earthquakes hay 3, del álbum Under the Pink hay 4 — de los cuales dos son la misma canción solo que en versiones de videos diferentes, la de Reino Unido y la de EE. UU. —, del álbum Boys for Pele hay 2, del álbum From the Choirgil Hotel hay 3 y finalmente del álbum Strange little girls hay únicamente 1.
1. «Winter» (Little earthquakes)
2. «Caught a lite sneeze» (Boys from Pele)
3. «Pretty good tear» (Under the Pink)
4. «Raspberry swirl» (From the Choirgirl Hotel)
5. «God (Under» the Pink)
6. «Jackie's strength» (From the Choirgirl Hotel)
7. «Crucify» (Little earthquakes)
8. «Silent all these years» (Little earthquakes)
9. «Cornflake girl» (US) (Under the Pink)
10. «Hey Jupiter» (Boys from Pele)
11. «Strange little girl» (Strange little girls)
12. «1000 oceans» (From the Choirgirl Hotel)
13. «Cornflake girl» (UK) (Under the Pink)
14. «Spark» (From the Choirgirl Hotel)

## Ediciones
Existen dos versiones del álbum. 

### CD simple
Un CD simple con las veinte canciones.

### CD/DVD
Una versión con CD y DVD. en el DVD se incluyeron tres vídeos en directo y dos canciones remezcladas en 5.1 con imágenes de Tori o relacionadas apareciendo en la pantalla.
| N.º | Título | Duración |  |
| 1.  | «Pretty good year» (Vídeo en directo en la prueba de sonido del concierto de cierre de su gira de verano de 2003 en Norte Amércica) |          |  |
| 2.  | «Honey» (Vídeo en directo en la prueba de sonido del concierto de cierre de su gira de verano de 2003 en Norte Amércica)            |          |  |
| 3.  | «Nothern lad» (Vídeo en directo en la prueba de sonido del concierto de cierre de su gira de verano de 2003 en Norte Amércica)      |          |  |
| 4.  | «Putting the damage on» (Remezcla en audio 5.1)                                                                                     |          |  |
| 5.  | «Mr. Zebra» (Remezcla en audio 5.1)                                                                                                 |          |  |